# Gründerwettbewerb – Multimedia
Der Gründerwettbewerb – Multimedia war ein von 1997 bis 2001 durchgeführter Ideen-Wettbewerb des deutschen Bundesministeriums für Bildung und Forschung und wurde später ins Bundeswirtschaftsministerium verlegt. Ziel war es, vielversprechende technologieorientierte Gründungen im Multimedia-Segment zu identifizieren und den Schritt in die Gründung zu fördern und zu begleiten. Der Gründerwettbewerb – Multimedia war einer der ältesten Gründungswettbewerbe in Deutschland und zeichnete sich durch überdurchschnittlich hohe Gründungsraten aus.

## Der Wettbewerb
In den Jahren 1997 bis 2001 wurde pro Jahr eine Wettbewerbsrunde durchgeführt, in der bis zu 100 Ideen prämiert wurden, davon bis zu 20 Ideen mit einem Hauptpreis in Höhe von 20.000 DM plus 40.000 DM nach erfolgter Gründung und weitere 80 Ideen mit Preisen in Höhe von 10.000 DM. Zwischen 1997 und 2001 wurden 409 Gründungsideen prämiert, davon 88 mit einem Hauptpreis und 321 mit einem Preis.

## Teilnahmevoraussetzungen
Teilnehmen durften alle natürlichen Personen mit Wohnsitz in Deutschland, die ein Unternehmen im Bereich Multimedia in Deutschland gründen wollten oder höchstens vier Monate vor der ersten Einreichung gegründet hatten.